# Gordian II.

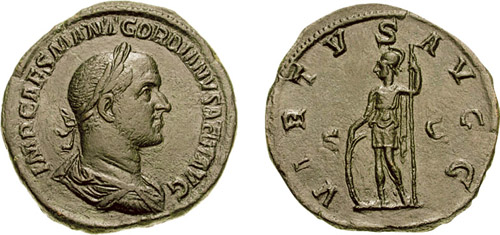
Sestertius Gordians II.

Gordian II. (* um 192; † 20. [?] Januar 238 in Karthago), mit vollständigem Namen Marcus Antonius Gordianus Sempronianus Romanus Africanus, war im Januar 238 für zwanzig Tage Mitregent seines Vaters, des römischen Kaisers Gordian I.
Seine Mitregentschaft kam auf Druck einer Gruppe hochrangiger Senatoren zu Stande. Seine kurze Amtszeit entspricht der seines Vaters, der als 80-Jähriger nach einer Revolte von Großgrundbesitzern in Nordafrika gegen Maximinus Thrax zum Kaiser gewählt worden war.
Gordian II. stand im Ruf, Frauenheld und Liebhaber der schönen Künste zu sein, der selbst Prosa verfasste. Er verfügte jedoch über keinerlei militärische Erfahrung und fiel in der Schlacht mit Capelianus, dem Statthalter von Numidien (Mauretanien), der Gordianus und dessen Vater nicht als Kaiser anerkennen wollte und weiterhin zu Maximus Thrax hielt.
Als Gordian I. vom Tod seines Sohnes erfuhr, beging er noch am selben Tag Suizid. Daraufhin wurden Balbinus und Pupienus vom Senat als gleichrangige Kaiser eingesetzt. Nur zwei Monate später wurde Gordians Neffe Gordian III. römischer Kaiser.